# 모듈로
모듈로(modulo) 연산은 컴퓨팅에서 한 숫자를 다른 숫자로 나눈 후 나눗셈의 나머지 또는 부호 있는 나머지를 반환한다. (이를 연산의 모듈러 산술이라고 함)
두 개의 양수 a와 n이 주어지면 모듈로 n(종종 a mod n으로 약칭됨)은 a를 n으로 나눈 유클리드 나눗셈의 나머지이다. 여기서 a는 피제수이고 n은 제수이다.
예를 들어, "5 mod 2" 표현식은 5를 2로 나눈 몫이 2이고 나머지가 1이므로 1로 평가되는 반면, "9 mod 3"은 9를 3으로 나눈 몫이 다음과 같으므로 0으로 평가된다. 3이고 나머지는 0이다.
일반적으로 a와 n은 모두 정수로 수행되지만 많은 컴퓨팅 시스템에서는 이제 다른 유형의 숫자 피연산자를 허용한다. n의 정수 모듈로 연산에 대한 값의 범위는 0에서 n − 1까지이다(a mod 1은 항상 0이고, mod 0은 정의되지 않으며 0으로 나누기이다).
a 또는 n 중 정확히 하나가 음수이면 기본 정의가 무너지고 프로그래밍 언어마다 이러한 값을 정의하는 방식이 다르다.

## 같이 보기
- 바퀴 (각도)